# Detective G
Detective G (Trouble Man) è un film del 1972 diretto da Ivan Dixon prodotto e distribuito dalla 20th Century Fox.
Il film è noto soprattutto per la colonna sonora scritta, prodotta e interpretata da Marvin Gaye.

## Trama
Mr. T. è un duro poliziotto privato che tende a farsi giustizia con le proprie mani.